# Eremopoa
Eremopoa là một chi thực vật có hoa trong họ Hòa thảo (Poaceae).

## Loài
Chi Eremopoa gồm các loài: